# Jan Schindeler
Jan Schindeler (18 dicembre 1892 – 7 dicembre 1963) è stato un calciatore olandese, di ruolo portiere.

## Carriera
A livello di club, Schindeler ha giocato tutta la carriera nel Blauw-Wit Amsterdam. Con la maglia della Nazionale olandese ha giocato una sola partita, il 19 aprile 1925 a Zurigo contro la Svizzera, subentrando a van der Meulen.

## Statistiche

### Cronologia presenze e reti in Nazionale
| Cronologia completa delle presenze e delle reti in nazionale ― Paesi Bassi | Cronologia completa delle presenze e delle reti in nazionale ― Paesi Bassi | Cronologia completa delle presenze e delle reti in nazionale ― Paesi Bassi | Cronologia completa delle presenze e delle reti in nazionale ― Paesi Bassi | Cronologia completa delle presenze e delle reti in nazionale ― Paesi Bassi | Cronologia completa delle presenze e delle reti in nazionale ― Paesi Bassi | Cronologia completa delle presenze e delle reti in nazionale ― Paesi Bassi | Cronologia completa delle presenze e delle reti in nazionale ― Paesi Bassi |
| Data                                                                       | Città                                                                      | In casa                                                                    | Risultato                                                                  | Ospiti                                                                     | Competizione                                                               | Reti                                                                       | Note                                                                       |
| -------------------------------------------------------------------------- | -------------------------------------------------------------------------- | -------------------------------------------------------------------------- | -------------------------------------------------------------------------- | -------------------------------------------------------------------------- | -------------------------------------------------------------------------- | -------------------------------------------------------------------------- | -------------------------------------------------------------------------- |
| 19-4-1925                                                                  | Zurigo                                                                     | Svizzera                                                                   | 4 – 1                                                                      | Paesi Bassi                                                                | Amichevole                                                                 | -2                                                                         | 35’                                                                        |
| Totale                                                                     |                                                                            | Presenze                                                                   | 1                                                                          |                                                                            | Reti                                                                       | -2                                                                         |                                                                            |